# A Última Estação
The Last Station (bra/prt: A Última Estação) é um filme russo-britano-alemão de 2009, do gênero drama biográfico, dirigido e roteirizado por Michael Hoffman baseado na biografia de Leon Tolstói escrita por Jay Parini. O filme estreou em 2009 no Festival de Filmes de Telluride.
A Sony Pictures Classics adquiriu os direitos de distribuição do filme e em 23 de dezembro de 2009 liberou cópias em tiragem limitada destinadas a festivais. Com a repercussão positiva, o filme foi comercialmente lançado em 15 de janeiro de 2010, e estreou na Alemanha em 28 de janeiro.[carece de fontes?]
A história do filme é sobre a batalha entre Sophia e o discípulo do marido Vladimir Chertkov sobre os direitos da obra do escritor, além de dramatizar os últimos momentos de vida de Liev Tolstói na estação ferroviária de Astapovo.[carece de fontes?]

## Elenco
- Christopher Plummer... Leon Tolstói
- Helen Mirren... Sophia Tolstaya, esposa de Tolstói
- Paul Giamatti... Vladimir Chertkov, líder dos discípulos de Tolstói
- James McAvoy... Valentin Fedorovich Bulgakov, secretário particular
- Kerry Condon... Masha, outra seguidora de Tolstói
- Anne-Marie Duff... Alexandra Tolstaya|Sasha, filha de Tolstói
- Patrick Kennedy... Sergeyenko
- John Sessions... Dr. Dušan Makovický, médico de Tolstói

## Sinopse
Em 1910, último ano de vida de Leon Tolstói, seus discípulos chamados de "Tolstoianos" e liderados por Vladimir Chertkov, se organizam contra a esposa do escritor, Sophia, para asumirem o controle da obra do marido dela. Chertkov está em prisão domiciliar e contrata Valentin Fedorovich Bulgakov para trabalhar como secretário de Tolstói na propriedade rural dele em Iasnaia Poliana, ao mesmo tempo que lhe ordena informar sobre os acontecimentos envolvendo o escritor e a esposa. Bulgakov descobre que o casamento de 48 anos está em crise, pois Tolstói deseja para seus últimos dias ideais mais românticos e espirituais (ele rejeita o conceito de propriedade privada, por exemplo, e despreza a aristocracia e a religião) enquanto a esposa luta para continuar com o padrão de vida do casal, mantendo a enorme casa e os muitos empregados.
Bulgakov acredita nos ideais propagados pelos discípulos de Tolstói e com isso se mantivera casto mas, ao conhecer o escritor em pessoa e também Masha, uma mulher que também pertence aos Tolstoianos e trabalha na grande propriedade, ele começa a compreender o que seria o verdadeiro significado das palavras do escritor.

## Produção
As filmagens foram na Alemanha, em Saxony-Anhalt e Brandemburgo (Estúdios Babelsberg) e Turíngia, nas cidades de Lípsia e Saxônia além do local histórico na Rússia chamado de Iasnaia Poliana ou Jasnaja Poljana, lar da família Tolstói; também é visto o Schloss Stülpe, palácio próximo de Luckenwalde em Brandemburgo. A estação ferroviária da pequena cidade alemã de Pretzsch (Wittenberg) foi o cenário escolhido para representar a antiga Astapovo, a "última estação do título". A estação que funciona como transporte rural, foi fechada por duas semanas para as filmagens.

## Premiação
Helen Mirren venceu como melhor atriz no Festival Internacional de Filmes de Roma. Foi indicada também como melhor atriz dramática no Golden Globe Awards[carece de fontes?], assim como Christopher Plummer como melhor ator coadjuvante[carece de fontes?]. Ambos os atores também receberam indicações pela Academy of Motion Picture Arts and Sciences[carece de fontes?] e Screen Actors Guild Awards[carece de fontes?].